# ランナァズハイ
ランナァズハイは、かつてノーリーズンで活動していたお笑いトリオ。2009年7月解散。

## メンバー
中込 康次郎（なかごみ こうじろう、1977年1月9日 - ）
佐賀県武雄市生まれ。東京都豊島区池袋出身。身長178cm・体重56kg
結成以前には「ヴィスタ」というコンビを組んでいた（当時の相方は現映画監督の松本卓也）。
解散後は、2012年11月までコンビ「すがお」として活動。
小宮 篤志（こみや あつし、1978年2月6日 - ）
東京都出身。身長170cm・体重65kg
結成以前には「都営2号」というコンビを組んでいた。
解散後は、芸能界を引退。
小比賀 大介（こひが だいすけ、1977年3月31日 - ）
東京都出身。身長165cm・体重54kg
結成以前には「都営2号」というコンビを組んでいた。
解散後は、2012年11月までコンビ「すがお」として活動。

## 出演

### ライブ出演
- エンタメグランプリ
- ドッチの笑いでショー
- きまぐれポニーテール5泊目
- 東京笑い者カーニバル

### テレビ出演
- 爆笑オンエアバトル 戦績0勝5敗 最高373KB

中込は「ヴィスタ」時代に2度出場するも（戦績0勝2敗 最高201KB）オンエア出来ず、小宮と小比賀も「都営2号」時代に3度出場するも（戦績0勝3敗 最高345KB）こちらもオンエア出来なかったため、コンビ時代とトリオ時代を合わせて中込は7回、小宮と小比賀は8回オフエアとなっている。
出場5回でコントとショートコントを共に2回、漫才で1回挑戦と番組内でも数少ない存在であった。
- お笑いホープ大賞
- BS笑点
- お笑い向上委員会

さきか